# Institución Educativa Emblemática Hipólito Unanue
El Colegio Nacional Hipólito Unanue fue fundado en 1948 en Lima, Perú. Su actual sede, situada en el distrito de Lima, fue inaugurada en 1960 como Gran Unidad Escolar y remodelada en el 2010. Cuenta con , educación primaria y educación secundaria. Actualmente tiene la categoría de Institución Educativa Emblemática.

## Historia
Fue creado por Decreto Ley N° 10900 del 19 de noviembre de 1948, del entonces presidente del gobierno militar, general Manuel A. Odría. En abril de 1949, la institución inicia sus labores educativas, en una casona de la avenida Alfonso Ugarte, (cuadra diez, para ser más exactos, donde en la actualidad funciona el partido político APRA), hasta noviembre de 1956, cuando por problemas de compromiso político (la vuelta a la legalidad de dicho partido), tuvo que trasladarse de este lugar, no sin antes la última promoción salida de aquel local (1956) protagonizara un episodio de resistencia antes de dejar su Alma Mater sólo cediendo ante la promesa del nuevo gobierno de construir en otro lugar un nuevo local para la continuidad del colegio.
El 19 de junio de 1957 se colocaba la primera piedra del nuevo local en la Unidad Vecinal de Mirones del Cercado de Lima. La directora de la Gran Unidad Escolar Isabel La Católica, la doctora Áurea Tejada Barba, prestigiosa pedagoga y excelente maestra, propuso al director de entonces, doctor Luis Ego Aguirre Benvenutto, previas coordinaciones con las más altas autoridades del ministerio de educación, para que los alumnos unanuinos compartieran las instalaciones de su colegio, que por esa época se encontraba en el proceso de acabados de su moderna construcción. De esta forma los unanuinos ocupan durante un periodo de tres años (1957, 1958 y 1959) en condición de inquilinos las instalaciones de dos pabellones de la G.U.E. Isabel La Católica, del distrito de La Victoria.
El 18 de agosto de 1960 el entonces ministro de educación doctor Alfredo Parra Carreño y el Presidente de la República doctor Manuel Prado Ugarteche, entregan oficialmente las nuevas instalaciones educativas ubicada en la Unidad Vecinal de Mirones y lo que ahora es la Urbanización Elio.
En el año 1962, el prestigioso historiador doctor Jorge Basadre, titular nuevamente del Ministerio de Educación y el mismo Presidente Constitucional doctor Manuel Prado, entregan oficialmente las instalaciones del plantel al director Dr. Luis Ego Aguirre y al subdirector del Colegio, el recordado educador Dr. Eloy Álvarez Castro.

## Colegio Emblemático
Mediante el decreto de urgencia Nº 004‐2009 dado por el segundo gobierno del presidente Alan García el 9 de enero del 2009 se creó el Programa Nacional de Recuperación de las Instituciones Públicas Educativas Emblemáticas y Centenarias, con el fin de modernizar y reforzar la infraestructura de 20 colegios en Lima y Callao, y otros 21 en el resto del país. Su objetivo era alcanzar, en las escuelas y colegios estatales, una educación de excelencia con igualdad de oportunidades para todos.
El colegio Hipólito Unanue fue incluido en dicho programa y se empezaron las obras, en las que se invirtieron cerca de 16 millones de nuevos soles. Mientras tanto, los alumnos recibieron sus clases en las instituciones educativas Julio C. Tello, Pedro Gálvez y John F. Kennedy.
La estructura remodelada fue inaugurada y entregada a la comunidad el día 13 de julio de 2011, en una ceremonia que contó con la presencia de presidente Alan García y el ministro de Educación Víctor Raúl Díaz Chávez.
La estructura alberga ahora un centro de recursos tecnológicos con servicio de Internet, laboratorios de biología, química, física, talleres de Educación para el Trabajo (carpintería, mecánica automotriz, electricidad, electrónica, computación e industria del vestido). Además, una amplia biblioteca, una sala de uso múltiple (SUM), un gimnasio bien equipado, cafetería, lozas deportivas,  áreas verdes y playa de estacionamiento. Sin embargo, al igual que en el resto de los colegios emblemáticos reinaugurados por el presidente García, se ha cuestionado el hecho que muchas de las obras estén todavía inconclusas.